# Bạch Đằng, Kinh Môn
Bạch Đằng là một xã thuộc thị xã Kinh Môn, tỉnh Hải Dương, Việt Nam.

## Địa lý
Xã Bạch Đằng có diện tích 6,75 km², dân số là 5.069 người, mật độ dân số đạt 755 người/km².

## Lịch sử
Năm 2023, sáp nhập 23 hộ và 66 nhân khẩu của cụm dân cư Trại Chẹm, thôn Trạm Lộ, xã Bạch Đằng thị xã Kinh Môn, tỉnh Hải Dương đang sinh sống trên địa giới hành chính xã Thủy An vào thôn An Biên, xã Thủy An, thị xã Đông Triều, tỉnh Quảng Ninh quản lý và sáp nhập 25 hộ với 82 nhân khẩu của xóm Trại Chẹm, thôn Trạm Lộ, xã Bạch Đằng, thị trấn Kinh Môn, tỉnh Hải Dương đang sinh sống trên địa giới hành chính của xã Nguyễn Huệ vào thôn 1, xã Nguyễn Huệ, thị xã Đông Triều, tỉnh Quảng Ninh quản lý.